# Lapleau
Lapleau är en kommun i departementet Corrèze i regionen Nouvelle-Aquitaine i de centrala delarna av Frankrike. Kommunen ligger  i kantonen Lapleau som tillhör arrondissementet Tulle. År 2022 hade Lapleau 386 invånare.

## Befolkningsutveckling
Antalet invånare i kommunen Lapleau
Referens:INSEE